# Kristrún Frostadóttir
Kristrún Mjöll Frostadóttir (* 12. května 1988 Reykjavík) je islandská politička a ekonomka, od prosince 2024 předsedkyně vlády Islandu. Úřadu se ujala 21. prosince 2024 a stala se tak nejmladší státničkou na světě.
Od září 2021 je poslankyní Althingu (islandského parlamentu) za Sociálně demokratickou alianci, jíž je od října 2022 také předsedkyní. Po svém zvolení předsedkyní strany vyšla z průzkumů veřejného mínění jako nejpopulárnější islandská politička.

## Mládí
Narodila se 12. května 1988 v Reykjavíku. Její otec Frosti Fífill Jóhannsson byl etnograf a matka Steinunn Guðný H. Jónsdóttir byla doktorka. V roce 2008 absolvovala střední školu ve svém rodném městě. Získala bakalářský titul na Islandské univerzitě, magisterský titul v oboru mezinárodní vztahy na Yaleově univerzitě a magisterský titul v oboru ekonomie na Bostonské univerzitě.

## Politická kariéra

### Parlament
V parlamentních volbách v září 2021 byla zvolena poslankyní Althingu za Sociálně demokratickou alianci. V předčasných volbách v roce 2024 byla opět zvolena poslankyní.
V letech 2021–2024 byla členkou rozpočtového výboru a v roce 2023 byla krátce členkou výboru pro hospodářské záležitosti a obchod.

### Předsedkyně strany
V srpnu 2022 se ucházela o post předsedkyně strany. Volby vyhrála se ziskem 94 % hlasů.

### Předsedkyně vlády
Ve volbách v roce 2024 její strana získala 15 mandátů. Byla pověřena sestavením vlády, kterou sestavila s Reformní stranou a Lidovou stranou.

## Soukromý život
Je vdaná za Einara Bergura Ingvarssona a mají spolu dvě děti.